# Comitatief
De comitatief of associatief is een naamval met de betekenis "in het gezelschap van" of "samen met". Deze naamval speelt met name in de Fins-Oegrische talen een belangrijke rol. Ook komt de comitatief voor in het Japans, Mongools en veel Australische talen, waar hij vooral wordt gebruikt om nieuwe plaatsnamen te vormen en talen bij hun naam te noemen.

## Estisch
In het Estisch heeft de comitatief ook de betekenis "met behulp van", "door middel van" (waar sommige andere talen de instrumentalis voor gebruiken). In het enkelvoud wordt hij gevormd door de uitgang -ga achter de vorm van de genitief te plaatsen:
| Estisch              | Nederlands       |
| -------------------- | ---------------- |
| nina (nominatief)    | stoel            |
| nina (genitief)      | van de/een stoel |
| nina-ga (comitatief) | met de/een stoel |

In het meervoud wordt om de Estische comitatief te vormen de uitgang -ga toegevoegd aan de genitiefvorm van het meervoud. Deze laatste vorm is op zijn beurt afgeleid van de partitiefvorm van het enkelvoud door toevoeging van -de:
| Estisch                          | Nederlands      |
| -------------------------------- | --------------- |
| leht (nominatief enkelvoud)      | blad (v. boom)  |
| leht-e (partitief enkelvoud)     | blad            |
| lehte-de (genitief meervoud)     | van de bladeren |
| lehtede-ga (comitatief meervoud) | met de bladeren |

## Fins
In het Fins wordt de comitatief minder vaak gebruikt dan in het Estisch, en het gebruik beperkt zich hoofdzakelijk tot de geschreven taal. Wanneer een Fins woord in de comitatief attributief wordt gebruikt, krijgt het alleen de uitgang -ne. Wanneer het niet-attributief wordt gebruikt, krijgt het daarnaast nog een tweede uitgang, zoals -en: suurine vuorineen, "met zijn grote bergen". Deze vorm wordt zowel voor het enkel- als voor het meervoud gebruikt; tyttö koirineen kan dus zowel "meisje met haar hond" als "meisje met haar honden" betekenen.
Voor de betekenis "met behulp/door middel van", die in het Estisch ook met behulp van de comitatief wordt weergegeven, gebruikt het Fins bij voorkeur de adessief: lehdi-llä "met bladeren", laiva-lla "met de boot". De betekenis "in gezelschap van" wordt uitgedrukt door middel van de constructie "genitief + kanssa", bijvoorbeeld tyttö koiran kanssa, "meisje met hond". In het gesproken Fins wordt dit door middel van enclise -nkaa. Deze "uitgang" is dus geen echte naamval, maar een cliticum. Typerend is namelijk dat de typisch Finse klinkerharmonie in dit geval niet van toepassing is; -nkaa verandert over het algemeen niet in -nkää, behalve in enkele gesproken dialecten.

## Hongaars
In het Hongaars zijn de uitgangen
- van de comitatief -val en -vel met de betekenis "met",
- van de associatief -ostul, -estül, -östül, -stul en -stül met de betekenis "gezamenlijk met", "in gezelschap van".

## Lets
Het Lets kent de comitatief niet als aparte naamval. In plaats daarvan wordt de betekenis ervan weergegeven door middel van het voorvoegsel ar- in combinatie met de instrumentalis. De uitgangen van deze naamval zijn in het enkelvoud gelijk aan die van de accusatief en in het meervoud aan die van de datief:
| Lets        | Nederlands    |
| ----------- | ------------- |
| ar brāļ-u   | met de broer  |
| ar brāļ-iem | met de broers |

## Mongools
In het klassiek Mongools heeft de comitatief de uitgangen -luγa/-lüge, en drukt tevens het perfectum uit aan het einde van een zin. Het is echter niet duidelijk of het hier werkelijk een grammaticale functie van de naamval betreft.